# أكي غرين
أكي غرين (بالسويدية: Åke Green)‏ هو قس سويدي، ولد في 3 يونيو 1941 في Vingåker ‏ في السويد.